# Salmo ghigii
Sotto il binomio scientifico Salmo ghigii Pomini, 1941 sono attualmente classificate tutte le trote native della penisola italiana, con l'esclusione della trota marmorata (Salmo marmoratus), la trota siciliana (Salmo cettii) e i due carpioni del Garda (Salmo carpio) e del Fibreno (Salmo fibreni). Comunemente nota come trota mediterranea o trota peninsulare, questa specie appartiene alla famiglia dei Salmonidae dell'ordine dei Salmoniformes.

## Distribuzione e Habitat
La distribuzione originaria delle trote mediterranee italiane è stata quasi totalmente stravolta dalle immissioni operate nel corso dei secoli dalle amministrazioni e dalle associazioni di pesca sportiva con lo scopo di ripopolare i fiumi e i laghi italiani, ed effettuate con materiale di origine europea (in particolare atlantica), o comunque frutto di selezione in cattività e traslocazioni. La distribuzione originale di Salmo ghigii comprendeva presumibilmente tutta l'Italia appenninica, sia sul versante adriatico che su quello tirrenico, così come le isole di Sardegna e Corsica, dove la specie ha subito un particolare processo evolutivo che ha promosso un ulteriore differenziamento interno. Altre popolazioni erano presenti inoltre sulle Alpi marittime in Liguria e nel Piemonte occidentale, approssimativamente fino a raggiungere a Nord la valle dell'Orco. La specie era storicamente assente lungo la catena alpina centrale e orientale (con la sola eccezione di alcuni rifugi in corrispondenza dei laghi prealpini come Garda e Maggiore), dove viveva unicamente la trota marmorata, ma vi è stata comunque immessa negli ultimi anni a scopo di ripopolamento per la pesca sportiva.
La presenza della specie sul territorio nazionale ha subito una forte contrazione ed è ormai possibile trovarla solo in alcuni torrenti delle Alpi occidentali e dell'Italia peninsulare: sull'appennino casentinese e umbro-marchigiano (in particolare sui Sibillini), in alcuni torrenti tra Abruzzo e Molise, nel Lazio (area del Fibreno e del Liri), in Campania (bacini di Volturno e Sele), in Basilicata (valli dell'Agri e del Sinni), nell'area del Pollino, e in alcuni torrenti calabresi tra la Sila e l'Aspromonte. Ulteriori popolazioni particolarmente interessanti dal punto di visto fenotipico e genetico sono presenti anche in Sardegna e in Corsica. Le popolazioni siciliane, precedentemente considerate appartenenti alla stessa specie, sono in realtà originarie dell'Atlantico, da cui hanno verosimilmente colonizzato l'Isola durante il Pleistocene, e sono per questo classificate come una specie distinta (Salmo cettii).
La specie vive nella zona dei Salmonidi, spesso in corsi d'acqua a carattere torrentizio e caratterizzati dall'irregolarità della portata idrica, con fondo sassoso o ghiaioso e ricchi di anfratti e nascondigli. La trota mediterranea può, come adattamento alle caratteristiche del clima mediterraneo, tollerare condizioni di relativamente alta temperatura e scarsità di ossigenazione dell'acqua che sarebbero letali per le altre specie di trota. L'alimentazione è simile a quella della trota atlantica, ma questa specie sembra avere una minore predilezione per una dieta a base di pesci.

## Descrizione

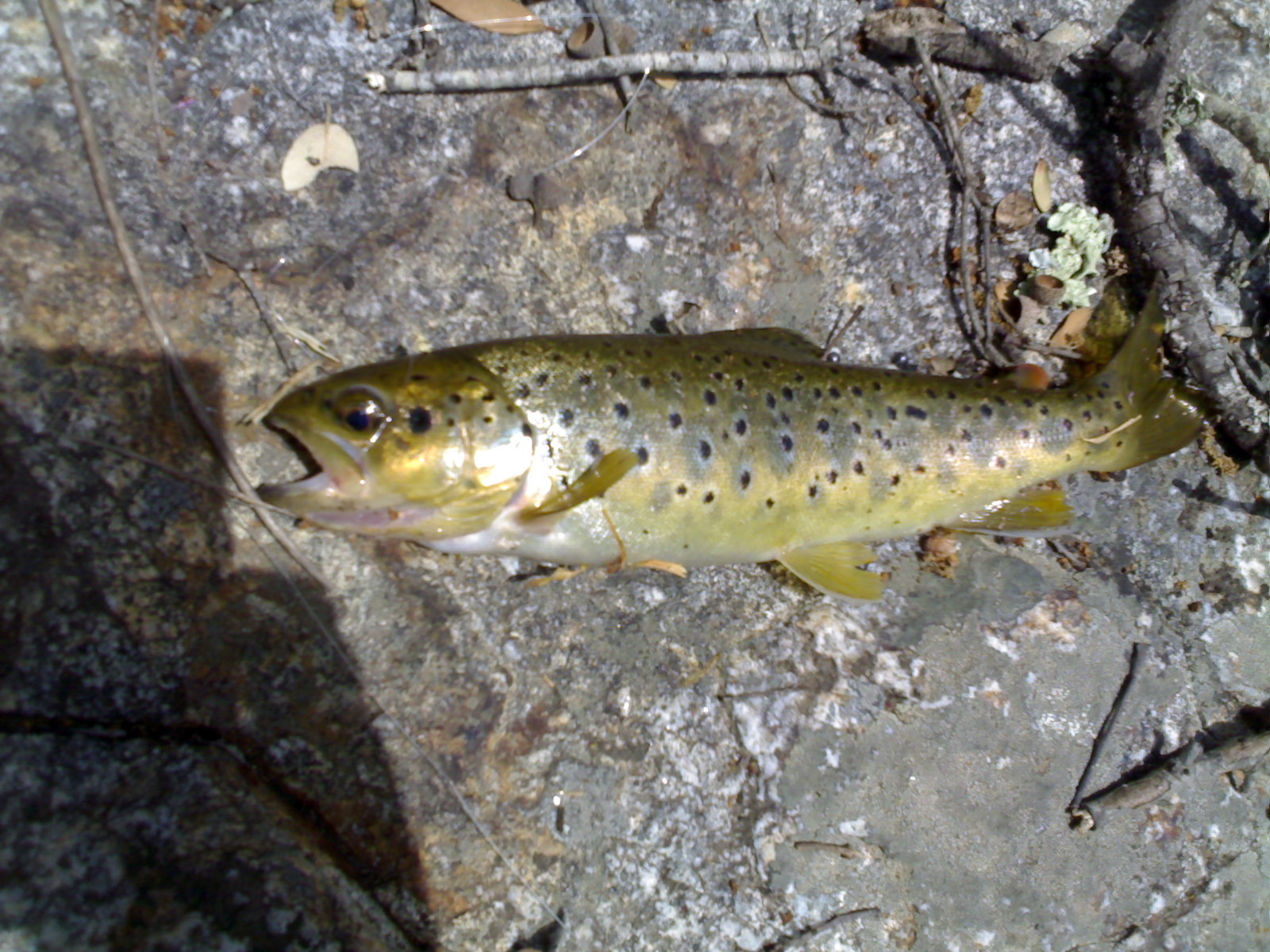
trota mediterranea proveniente dalla Sardegna

Raggiunge dimensioni minori della congenere trota marmorata (in media 30 cm). Il fenotipo è altamente variabile, e dipende sia dalle condizioni ambientali che dal genotipo delle singole popolazioni. Si individuano sia popolazioni con il cosiddetto fenotipo "macrostigma" (p.es. Sardegna, Lazio meridionale), con soli punti scuri più o meno radi, che popolazioni con punti rossi, bande mimetiche e macchie parr sdoppiate di colore bluastro (maggiormente diffuse lungo la dorsale appenninica).

## Conservazione

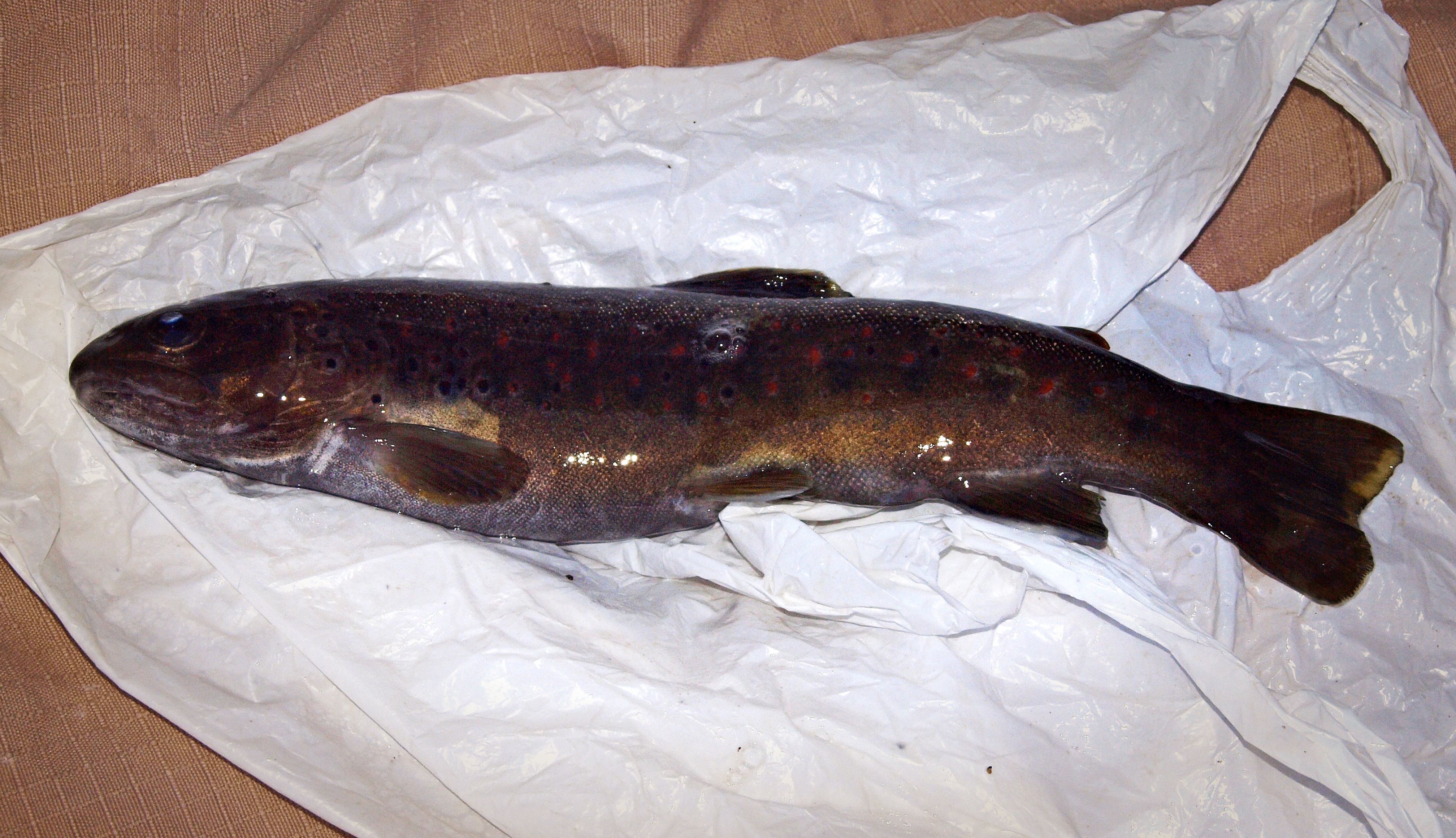
trota mediterranea proveniente dalla Corsica

In Sardegna è in corso un progetto di ripopolamento nelle acque del Rio Ermolinus, nella Barbagia di Seùlo, curato dall'Ente Foreste della Sardegna e dall'Università degli Studi di Cagliari. Numerosi progetti Life europei sono stati condotti allo scopo di recuperare e salvaguardare popolazioni native di trota mediterranea, come ad esempio Life Trota, Nat Salmo, Life Streams.

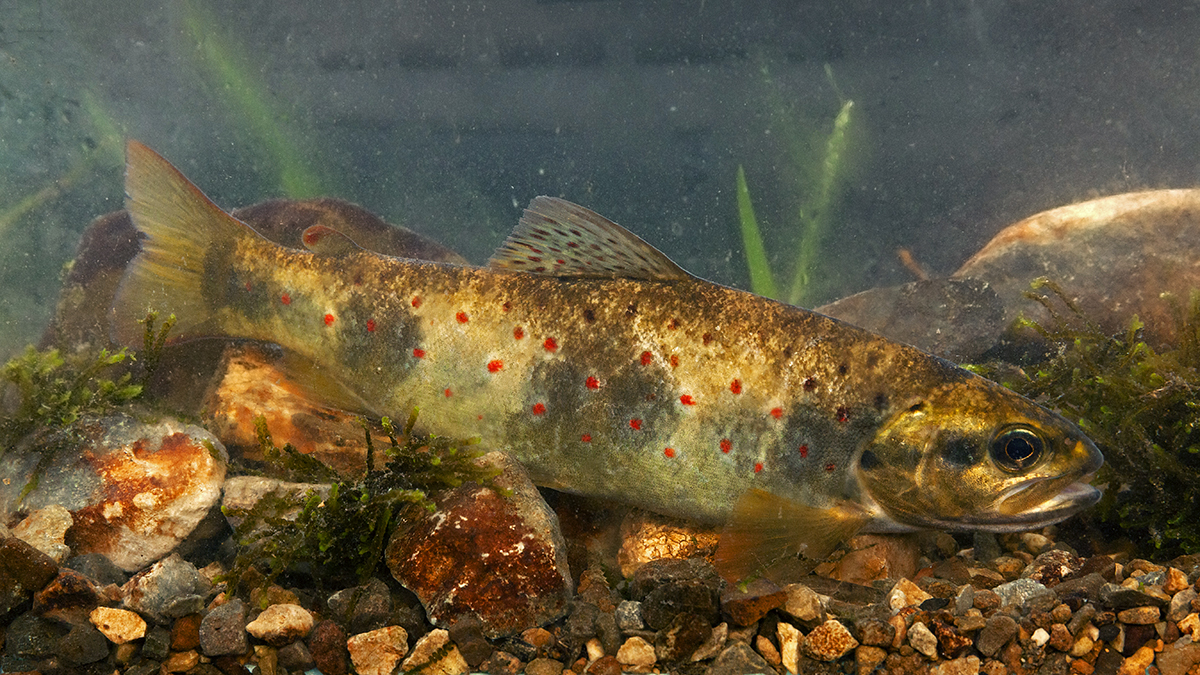
trota mediterranea della linea mitocondriale "mediterranea" (Lazio meridionale)

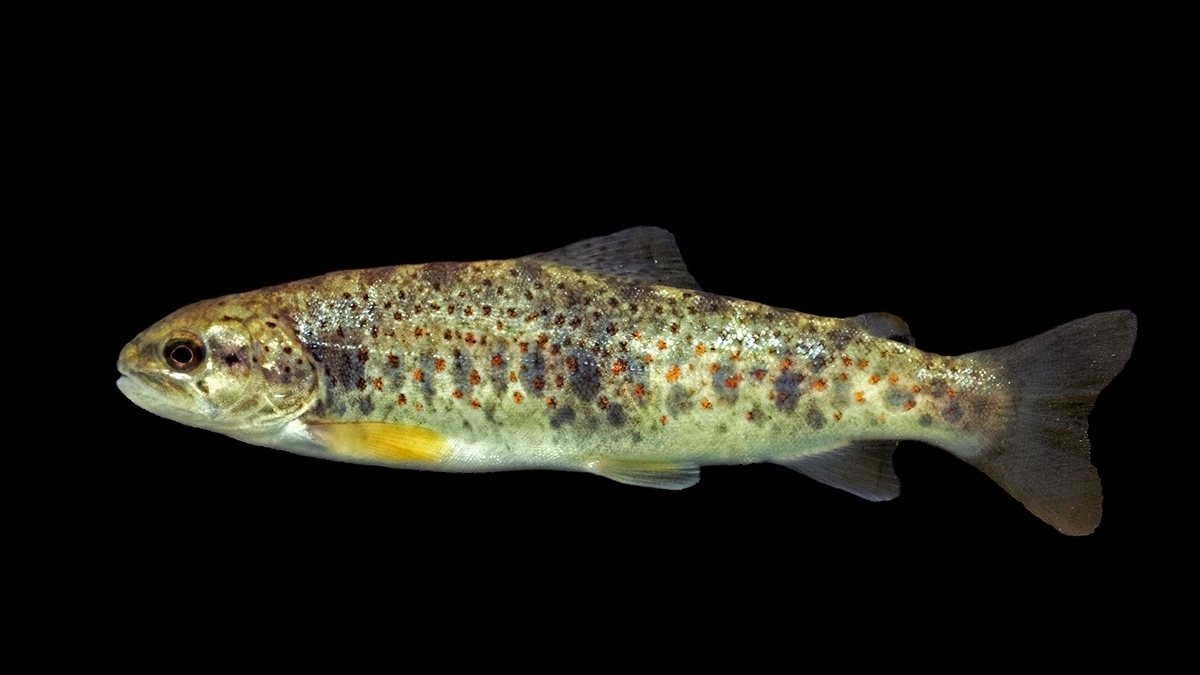
trota mediterranea della linea mitocondriale "adriatica" (fiume Fontechiari, Lazio meridionale)

## Tassonomia
La linea evolutiva a cui appartiene la trota mediterranea è una delle più importanti tra quelle che si sono separate all'interno del genere Salmo, assieme a quella atlantica (Salmo trutta), a quella danubiana (Salmo labrax) e a quella della trota marmorata (Salmo marmoratus), come dimostrato da numerosi studi molecolari. Tuttavia il nome da attribuire alle trote mediterranee è stato oggetto di numerose controversie, poiché si è ritenuto per lungo tempo, a causa dell'esistenza del fenotipo di tipo "macrostigma" (in realtà molto più legato alla plasticità adattativa in relazione alle condizioni ambientali), che le trote mediterranee del versante tirrenico (in particolare Sardegna, Corsica, Lazio e Campania) appartenessero ad una diversa specie, Salmo cettii Rafinesque, 1810. Questa specie, descritta in Sicilia, costituisce in realtà un clade differente, di origine atlantica e diffuso anche in Nordafrica. Il nome proposto per le trote mediterranee del bacino adriatico era invece Salmo cenerinus, che tuttavia va considerato come un sinonimo di Salmo marmoratus. Pertanto il nome utilizzato per le trote mediterranee è attualmente Salmo ghigii Pomini, 1941. Tuttavia secondo alcuni autori, se studi più approfonditi dimostrassero che le trote mediterranee dei Balcani occidentali appartengono alla stessa specie di quelle italiane, per priorità tassonomica il nome corretto da utilizzare sarebbe Salmo farioides. 
La trota mediterranea ha una complessa storia evolutiva, che si lega alle vicende climatiche e idrogeologiche del bacino del Mediterraneo. A livello molecolare sono state individuate tre principali linee del DNA mitocondriale, una denominata mediterranea (ME), a diffusione soprattutto tirrenica e iberica, una denominata adriatica (AD) a baricentro adriatico-orientale ma presente in quasi tutto il Mediterraneo, e una denominata Marmorata (MA), presente soprattutto nell'area adriatica (e in comune con la trota marmorata Salmo marmoratus). Popolazioni appartenenti a queste tre linee si trovano in tutta la penisola, ed esistono persino popolazioni in cui si rinvengono due o più linee contemporaneamente. All'interno di popolazioni appartenenti a linee differenti si riscontrano anche aplotipi privati che hanno subito un'evoluzione locale e riflettono un certo grado di isolamento, come per esempio nel caso delle trote del fiume Fibreno (Lazio meridionale). Pertanto ogni bacino fluviale andrebbe considerato come una singola "unità di gestione" conservazionistica, onde evitare lo spostamento di trote da un bacino all'altro o addirittura da una regione all'altra, fatto che determinerebbe inevitabilmente la compromissione genetica dei popolamenti locali.